# Orthetrum
Orthetrum é um gênero de libélulas do Velho Mundo, com cerca de 80 espécies.

## Espécies
- Orthetrum abbotti (Calvert 1892)
- Orthetrum africanum (Selys,1887)
- Orthetrum albistylum (Selys,1848)
- Orthetrum anceps (Schneider 1845)
- Orthetrum angustiventre (Rambur,1842)
- Orthetrum austeni (Kirby, 1900)
- Orthetrum austrosundanum (Lieftinck, 1953)
- Orthetrum azureum (Rambur,1842)
- Orthetrum balteatum (Lieftinck, 1933)
- Orthetrum borneense (Kimmins, 1936)
- Orthetrum boumiera (Watson & Arthington, 1978)
- Orthetrum brachiale (Beauvois, 1805)
- Orthetrum brunneum (Fonscolombe, 1837)
- Orthetrum caffrum (Burmeister, 1839)
- Orthetrum caledonicum (Brauer, 1865)
- Orthetrum camerunense
- Orthetrum cancellatum (Linnaeus, 1758)
- Orthetrum chrysis (Selys, 1891)
- Orthetrum chrysostigma
- Orthetrum coerulescens (Fabricius, 1798)
- Orthetrum guineense
- Orthetrum hintzi
- Orthetrum icteromelas (Ris,1910)
- Orthetrum julia
- Orthetrum kristenseni
- Orthetrum machadoi
- Orthetrum macrostigma
- Orthetrum microstigma
- Orthetrum migratum (Lieftinck, 1951)
- Orthetrum monardi
- Orthetrum poecilops
- Orthetrum pruinosum (Rambur, 1842)
- Orthetrum rubens
- Orthetrum sabina (Drury, 1770)
- Orthetrum saegeri
- Orthetrum serapia (Watson, 1984)
- Orthetrum stemmale
- Orthetrum testaceum (Burmeister, 1839)
- Orthetrum trinacria (Sélys, 1841)
- Orthetrum villosovittatum (Brauer, 1868)

Nota: lista incompleta